# Juan Gonzalo Restrepo Londoño
Juan Gonzalo Restrepo Londoño (Medellín, 2 de agosto de 1922 - Medellín, 4 de marzo de 2006) fue un empresario y político colombiano, que se desempeñó como Ministro de Trabajo y Seguridad Social de ese país.

## Biografía
Nació en Medellín, capital del Departamento de Antioquia, en agosto de 1922, en el seno de una familia de la élite local. Realizó sus estudios secundarios en el colegio San Ignacio y luego se graduó como abogado de la Universidad Pontificia Bolivariana. También realizó una especialización en Sociología de la Universidad de Carolina del Norte en Chapel Hill y una maestría en Ciencias Económicas en la Universidad de Minnesota (Estados Unidos).
Desarrolló la mayor parte de su carrera en el sector privado, ocupando puestos ejecutivos en múltiples empresas antioqueñas, tales como director Olarte Vélez y Cía y gerente del Banco Industrial Colombiano. Entre 1961 y 1970 se desempeñó como Presidente de la Compañía de Galletas Noel, bajo cuya administración se convirtió en una de las principales compañías alimenticias del país.
Por otra parte, también ocupó puestos en las juntas ejecutivas de la Asociación Nacional de Industriales, la Federación Nacional de Comerciantes, el Instituto de Mercadeo Agropecuario, el Instituto de Seguros Sociales, Coltejer, la Fundación Grupo Social, Inversiones Mundial, Ericsson de Colombia, Seguros Skandia de Colombia, Ecopetrol y la Flota Mercante Grancolombiana.
De filiación conservadora, fue Senador de la República de Colombia por Antioquia en la legislatura 1970-1974, ministro de Trabajo y Seguridad Social entre mayo y agosto de 1978, bajo la presidencia de Alfonso López Michelsen, y Consejero presidencial para la región del Urabá del presidente César Gaviria Trujillo.Apoyó la campaña presidencial de Belisario Betancur en las elecciones de 1978.
Se destacó por su promoción del desarrollo social de Antioquia, siendo promotor de la Fundación para la Promoción de Antioquia (Proantioquia) y la Promotora de Desarrollo Social (Prodesarrollo). También fue miembro fundador de la Universidad EAFIT en 1950 y formó parte del Consejo Superior de la Institución hasta su muerte.
Falleció en Medellín en marzo de 2006.

### Familia
Proveniente de un importante linaje, su padre fue el Ministro de Relaciones Exteriores Gonzalo Restrepo Jaramillo y su madre Enriqueta Londoño Mesa. Su padre era hijo del congresista Nicanor Restrepo Restrepo, hermano de Carlos Eugenio Restrepo, presidente de Colombia entre 1910 y 1914.
Casado con María Victoria López, tuvo seis hijos, entre los que destaca Gonzalo Restrepo López, expresidente del Grupo Éxito.